# Jesus' blood never failed me yet

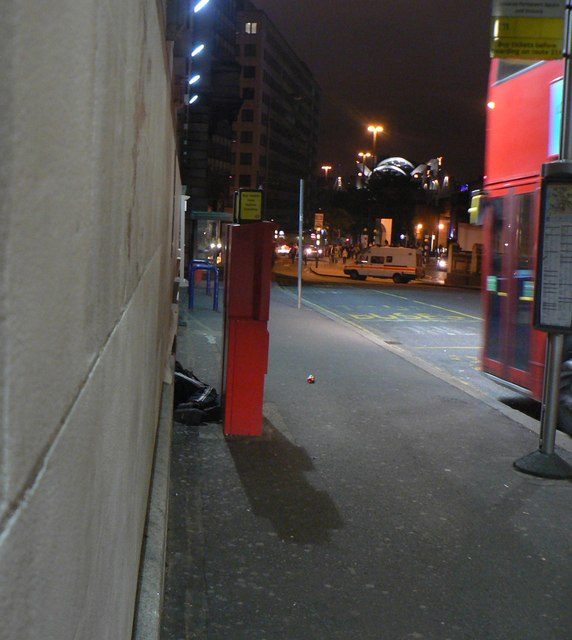
Een slapende dakloze (niet de zanger) in Waterloo, 2008

Jesus' Blood Never Failed Me Yet is een compositie van Gavin Bryars uit 1971. De compositie bestaat uit een  loop van een verder onbekende zwervende man die een korte stanza zingt. De korte stanza wordt herhaald, en wordt vervolgens in toenemende mate begeleid door een strijkorkest en door blazersgroepen die een harmonie met de tekst vormen. Het nummer was in eerste instantie geschreven voor een documentaire over dakloosheid die verhaalde over het straatleven in de buurten Elephant and Castle en Waterloo in Londen. Het viel Bryars op dat een clip uit de documentaire gelijkstemmig was met zijn piano, en dat het gemakkelijk in 13 maten te loopen was. De eerste versie, uitgebracht op lp, was door het gebruikte medium beperkt tot 25 minuten, een 60 minuten durende versie voor de muziekcassette kwam later uit, gevolgd door een versie die de volledige 74 minuten van een compact disc benutte. 
Gavin Bryars vertelt:
In 1971, toen ik in Londen woonde, werkte ik met een vriend, Alan Power, aan een film over het ruige leven in het gebied tussen Elephant and Castle en Waterloo Station. Tijdens het filmen begonnen sommige mensen dronken te zingen – soms stukken opera, soms sentimentele ballads – en eentje, die overigens helemaal niet dronk, zong een religieus lied "Jesus' Blood Never Failed Me Yet". Dit lied werd later niet in de film gebruikt en ik mocht alle ongebruikte delen meenemen, waaronder dit stuk.
Toen ik dit thuis speelde, merkte ik dat zijn gezang mooi gelijk liep met mijn pianospel, en ik maakte er een simpele begeleiding voor. Ik merkte ook dat het eerste deel van het lied – 13 maten lang – een mooie "loop" vormde die zich op een enigszins onvoorspelbare manier herhaalde. Ik nam de band mee naar Leicester, waar ik werkte op de afdeling Fine Art, en kopieerde deze op een continue geluidsband, erover nadenkend of ik er misschien een orkestrale begeleiding aan toe zou voegen. De deur van de opnamestudio opende naar een van de grote ontwerpstudio's en ik liet de band doorkopiëren, met de deur open, toen ik een kop koffie ging halen. Toen ik terugkwam, was de normaal erg rumoerige studio opeens onnatuurlijk ingetogen. Mensen bewogen zich veel rustiger door de studio dan normaal en sommige zaten op een stoel zachtjes te huilen.
Ik was verbijsterd, tot ik besefte dat de band nog steeds speelde en ze getroffen waren door het gezang van de oude man. Dit overtuigde me van de emotionele kracht van de muziek en van de mogelijkheden die door het toevoegen van een eenvoudige, maar geleidelijk evoluerende, orkestbegeleiding zou ontstaan die de nobelheid en het simpele geloof van de zwerver zou respecteren. Hoewel hij stierf voordat hij kon horen wat ik met zijn zang had gedaan, blijft het stuk een welsprekend maar ingetogen getuigenis van zijn geest en optimisme."

## Versies
De originele versie van 25 minuten werd voor het eerst gespeeld in december 1972 in de Londense Queen Elizabeth Hall door het Music Now Ensemble onder leiding van de componist, en opgenomen voor Brian Enos Obscure-label in 1975. De versie van 74 minuten werd in 1993 opgenomen voor het label Point, met Tom Waits die meezong met de originele opname van de dakloze man tijdens de latere secties.
Ook andere artiesten maakten van het stuk gebruik, onder wie William Forsythe, die het in 1993 gebruikte voor zijn korte werk Quintett voor het Ballet van Frankfurt. Het stuk werd later opgevoerd met een begeleidende dans.